# José Mariano da Conceição Vellozo
José Mariano da Conceição Vellozo (São José del Rei, Tiradentes, Estado de Minas Gerais, 1742 - Río de Janeiro, 14 de julio de 1811) fue un religioso y botánico brasileño que catalogó numerosísimas plantas como por ej.: Anadenanthera colubrina.Vell. en Florae Fluminensis 1825-27; 1831 Además hizo lo propio con especímenes animales y minerales; que fueron insumos para su obra posterior "Florae Fluminensis", escrita entre 1825 y 1831. Este texto, encomendado por el virrey Luís de Vasconcelos e Sousa, fue muy elogiado por él, en la misma época que envió enormes cantidades de especímenes de flora y fauna al "Real Museu e Jardim Botânico da Ajuda" (hoy Jardín Botánico de la Ayuda, en Lisboa.
Primo de Joaquim José da Silva Xavier (1746-1792), José Mariano era hijo de José Vellozo da Câmara y de Rita de Jesus Xavier.
Em 1761 es consagrado hermano franciscano en el convento de São Boaventura, en Macacú, y luego fue ordenado sacerdote en el convento de Santo Antônio, en Río de Janeiro, donde estudia Filosofía y Teología. Es nombrado predicador en 1768; y en 1771 es docente de Geometría en el Convento de São Paulo.
Su pasión por la flora, hace que transforme su claustro en un museo herbario, cultivando así su dedicación por los estudios botánicos. Magistrado en Retórica en el convento de São Paulo, y licenciado en Historia natural en el convento de Santo Antônio; viaja en 1790 a Lisboa, y es cuando comienza a clasificar especies de la flora y de la fauna, cuando trabaja en el "Real Museu e Jardim da Ajuda" y en la "Academia Real das Ciências de Lisboa". Su célebre obra "Florae Fluminensis" la escribe en este período y, posteriormente, en 1799, es encargado Director de la "Oficina Tipográfica, Tipoplástica e Calcográfica do Arco do Cego".
Regresa a Brasil en 1808, residiendo en Río de Janeiro, cuando parte la familia real, que ocurre luego de las invasiones francesas.
Muere de hidropesía, entre los días 13 a 14 de julio de 1811, en el convento de Santo Antônio, en Río de Janeiro.
Su biblioteca personal, con manuscritos y documentos, fue graciosamente cedida a la "Real Biblioteca do Rio de Janeiro", más tarde rebautizada como "Biblioteca Nacional de Brasil".

## Obra

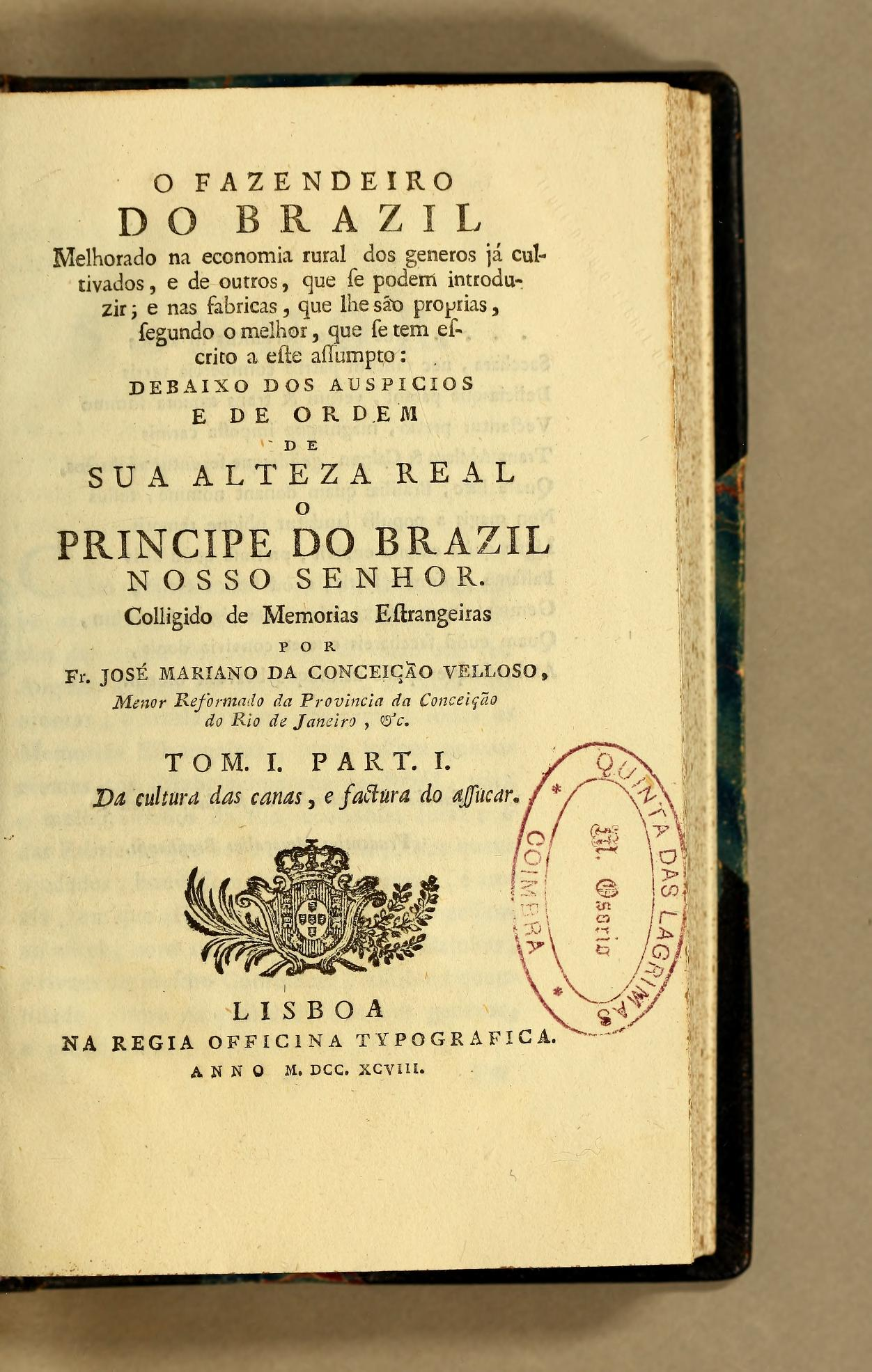
Portada de O fazendeiro do Brazil (Lisboa, 1798)

- Plantarum Cryptogamicarum Britanniae Lusitanorum Botanicorum. 1800
- Florae Fluminensis. 1825-27; 1831, obra principal
- O Fazendeiro do Brasil. 1798-1806

- La abreviatura «Vell.» se emplea para indicar a José Mariano da Conceição Vellozo como autoridad en la descripción y clasificación científica de los vegetales.[1]

Pródigo en identificar y clasificar: en IPNI se hallan 2.775 registros.